# مارينا أليكساندروفا
مارينا أندريفنا بوبينينا (بالروسية: Марина Андреевна Пупенина)‏ (بالروسية:Мари́на Андре́евна Пупе́нина; ولدت في 29 أغسطس 1982)، معروفة تحت باسم مارينا أليكساندروفا، ممثلة روسية، اشتهرت عن تجسيد دور الأميرة ماري من هيس وراين في المسلسل التلفزيوني بور ناستيا، ودورها في فيلم بولندي حكاية قديمة: عندما كانت الشمس آلهة (2003). اشتهرت بدورها كاثرين العظيمة في المسلسل التلفزيوني إيكاترينا. هي فنانة مُكرّمة من روسيا الاتحادية

## روابط خارجية
- مارينا أليكساندروفا على موقع IMDb (الإنجليزية)
- مارينا أليكساندروفا على موقع قاعدة بيانات الفيلم (الإنجليزية)
- مارينا أليكساندروفا على موقع كينوبويسك (الروسية)